# Montezuma (Indiana)
Montezuma – miasto w Stanach Zjednoczonych, w stanie Indiana, w hrabstwie Parke.